# トラックミキサ

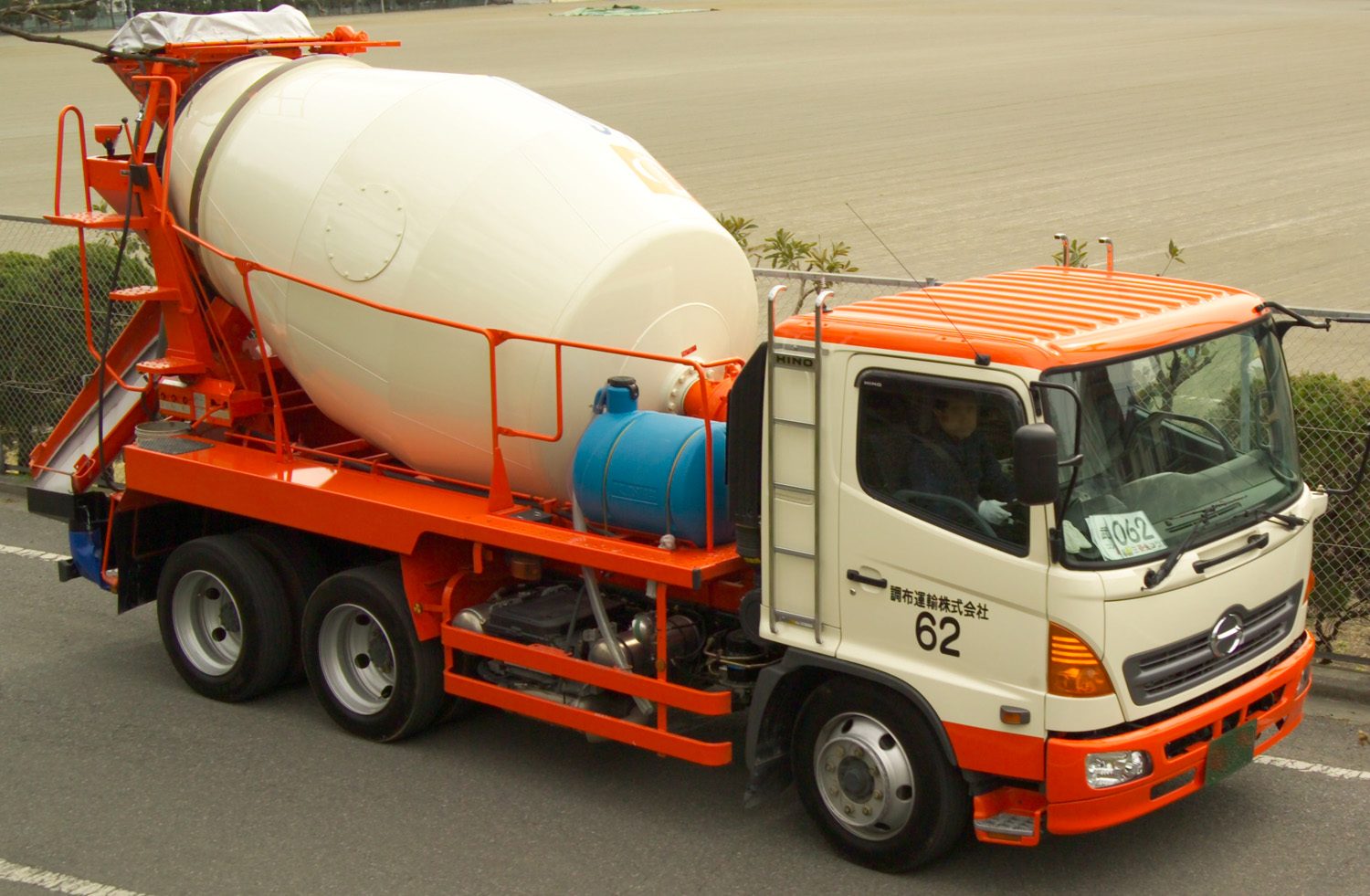
ミキサ車（車種:日野・レンジャー）

トラックミキサ（truck-mixer）とは、荷台部分にミキシング・ドラムを備えた貨物自動車（トラック）のことである。回転可能な樽形の容器に生コンクリートを収めて、走行中も撹拌しながら輸送することができる。日本国内では1949年（昭和24年）に傾斜装置の上に鍋形の生コン容器を取り付けた構造のミキサ車が登場し、1952年（昭和27年）には現在の形の原形となる傾斜回転式バレルを搭載したアジテータートラックが登場した。
なお、過去において日本の官公庁や工業界では、語尾の長音符を省略することが慣例となっていたが、このページでの表記は特記のない限り「ミキサ」「アジテーター」で統一する。

## 呼称
「トラックミキサ」の他にも「ミキサ車」や「生コン車」、専門的には「アジテーター・トラック」「トラック・アジテーター」「移動式ミキサ」「アジ車」などと呼ばれる。
工事関係者以外の一般社会では「ミキサ車」と呼ばれることが比較的多く、土木・建築業界や官公庁では「生コン車」「アジテータ」と呼ばれる傾向がある。土木／建築業界では、セメントや骨材、混和剤などを水と共に回転式の容器内に投入し攪拌することでコンクリートを製造する機械は「ミキサ」と呼ばれ、工事現場での利便のためにその多くが移動式の「ミキサ車」や「移動式ミキサ」と呼ばれるものである。

## 用途・種別
本車両は主に「バッチャープラント」や「生コン工場」と呼ばれる製造工場で作られた生コンクリート（フレッシュ・コンクリート、生コン）を建築や土木の工事現場へ輸送するために使われる。生コンクリートは輸送中でも適度な撹拌を行わないと骨材や水が分離し、均一でなくなってしまうので、容器をゆっくりと回転させて撹拌しながら輸送する。走行中に荷台上で可動する機構を搭載し、駆動軸をPTOでエンジン回転軸から分岐させるなどの特別な構造を持つため、特種用途自動車のいわゆる「8ナンバー車」である（車検証上に記載される車体の形状は「コンクリートミキサー車」）。
あらかじめ工場で生産されたコンクリート（レディーミクストコンクリート、略してレミコン）を撹拌しながら輸送するものを「アジテーター」という。コンクリート素材を混合しながら走行できるミキサ車はアジテーターに比べ、容器を高速で回転させることができる。構造的にはどちらも大差なく、最近では道路整備が進んで輸送が容易になったことや、道路事情が悪い地域の大規模な現場では現場内に生コン製造設備を設置したりするようになったこと、車上混合製造では混合温度や質量の測定が難しく品質管理が困難なことから車両上でコンクリートを製造する需要が少なくなってきていることで、アジテーターが普及しており、ミキサ車もアジテーターとして使用可能な構造のものが主流になった。そのため、現在では両者の区別は厳密ではなくなってきているが、一般社会では「ミキサ車」、業界では「生コン車」「アジテータ（ー）」の呼称がよく使われるようになっている。
日本での発明者は、長らく「清水建設在籍時代の櫻井眞一郎（後にプリンス自動車工業→日産自動車）」と言われていたが、近年の調査により、実際は犬塚製作所と磐城コンクリート工業（現：東京エスオーシー）である可能性が高いとされている。
トラックミキサに水だけを積載して運搬することもある。比重1前後の液体を運ぶことを想定したタンクローリーや散水車と異なり、トラックミキサは格段に比重の大きな生コンクリートを輸送することを想定した車両なので最大積載量の割にタンク容積が小さく、輸送効率の点では劣るが、トラックミキサを所有する業者が臨時に水を輸送するためにはトラックミキサを流用するのが手軽である。生コンクリート業者の自社工場内の清掃や水道のない建築・土木現場への水の輸送にしばしば使われる他、糸魚川大火の際にも不足した消火用水を輸送する使われ方がなされた。糸魚川大火以前から消防水利が全く無い山林火災現場へ消火用水を応急輸送した例などは存在するが、糸魚川大火以降は消防庁の指導もあり、自治体または消防本部とコンクリートミキサ車等事業者団体が大規模災害時および大規模火災時に給水（飲料水以外の用水輸送）に協力する旨の協定締結が増加している。

## 構成

ドラム内からの生コンクリートの排出のしくみ（アルキメデスのねじ）
内部には排出用とは別に攪拌用の板が備わっていて、攪拌は排出の逆回転となる。

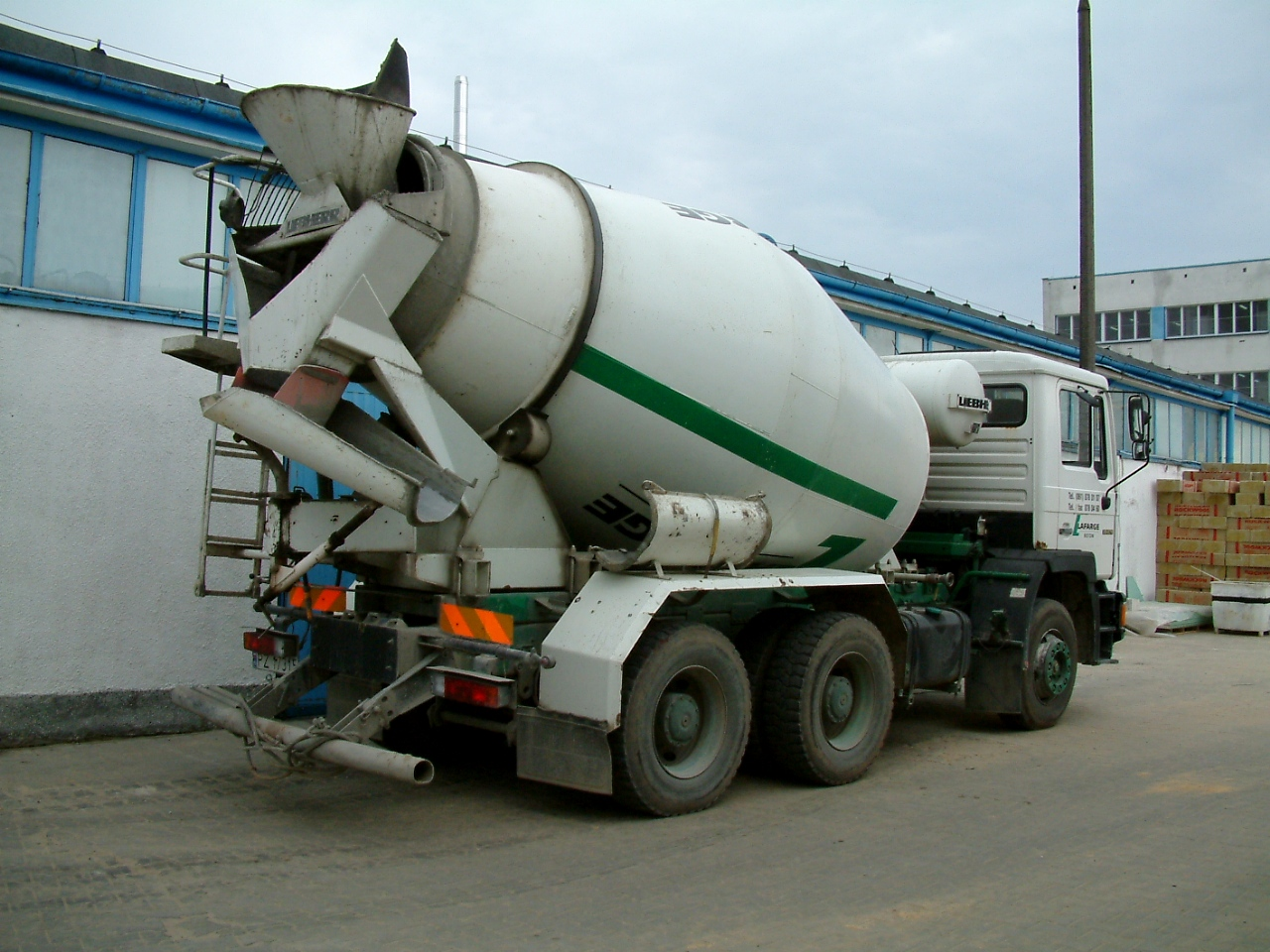
ミキサ車後部

通常のトラックが備える要素に加えて以下のような装置や部品から構成される。
ドラム生コンクリートを積載するための樽状の容器である。走行中も常に回転し続けて骨材や水の分離を防ぎ、生コンクリートを均質に保つ。内部には螺旋形のプレートが付いていて、生コンクリートを積む時は車両後方から見て反時計（左）方向に回し、下ろす時は逆回転する。ドラム内積載可能容量は0.9 m3（2トン車級）から5.5 m3（12トン車級）程である。ドラム前端部に駆動軸受部、後部には支持遊輪に接する外周輪（円形レール）を持つ。
ホッパー車両後部上方にある、生コンクリートの投入口。最近では雨水や異物の侵入を防止するなど品質確保のため投入時以外はカバーをかける機種が増えている。
フローガイド架装各社で呼び名が異なるが、後方のV型の生コンの通り道。生コンをシュートに集めるじょうごの役目を果たす。
シュート生コンクリートを目的の荷降し位置へ導くための樋。左右に回転する他に上下動作もできる。例えば、コンクリートポンプ車のホッパー内など比較的高い場所へ降ろす時はシュートを上げる必要がある。大型車ではシュートはそれなりの重さをもつので、運転手の負担軽減のために、油圧装置またはスイッチ操作によって電動アシストモーターでシュートを昇降する機種もある。
水タンク荷降し後にドラム、ホッパ、シュートを洗浄するための水を貯蔵する。容量は通常、小型車で100リットル程度、大型車で200リットル程度。
水ポンプ水タンクの水を加圧してホッパーノズルや洗浄ホースへ供給するためのポンプ。直流24ボルトモーターと一体化したポンプが多用されている。
汚水受け装置シュート等を洗浄する際に出る汚水を貯蔵するバケツや金属製の容器。フローガイドやシュートを洗浄する際に出る汚染水は、この容器内に溜まる。
ドラムレバードラムの回転方向および回転速度を調整するための操作レバー。車両前方へ向かって倒せば正転（攪拌）し、後方へ倒せば逆転（排出）する。小さく倒せばゆっくり回転し、大きく倒せば速く回転する。一杯まで倒してもなお攪拌速度や排出速度が不足する場合は縦に動かしてエンジン回転を高めることでさらに速度を増す。車両後部左右、ホッパ付近、および運転席にある。運転席のレバーは横方向の動きに相当する働きしかないが、運転席にはアクセルペダルがあり、エンジン回転はこちらで高められるので問題ない。最近はレバーを廃したリモコン式の車両もある。この場合、リモコンのダイアルの回し方によってエンジン回転を含めて自動的に制御される。
P.T.O機構パワーテイクオフ装置（Power take-off）エンジン回転軸から回転力を取り出して油圧ポンプに回転力を伝達する装置。走行状態に関わりなく油圧ポンプを駆動または停止できるクラッチを有している。
油圧装置群作動油タンク、油圧ポンプ、バルブユニット、油圧モーター、オイルフィルター等で構成される一連の装置。油圧ポンプから吐き出される高圧作動油の圧力、流量、方向をバルブユニットで調節して油圧モーターに送って、生コンドラムの回転数と回転方向を任意に制御する。バルブユニットは運転席と車両後部のドラムレバーで操作でき、高速走行中でもドラム回転数が過度にならないように自動制御する機能も備えている。油圧モーターが生じた回転力は、直結歯車箱または金属チェーンでドラム前端駆動軸に伝達される。
フレームホッパ、ドラム、シュート、水タンク、油圧装置群等を支える。
無線機1台のトラックミキサで運び切れる小規模な現場を除いて複数台で循環輸送するので、出荷工場での操車指示や納品現場で先行車と後続車との入れ換え連絡用に装備することが一般的。携帯電話が登場する以前から簡易業務用無線を装備している事業者が多かった。携帯電話は一斉連絡をすることができず効率が悪い上に、走行運転中の携帯電話使用は危険なため主たる輸送連絡手段としては用いられていない。近年では、GPS受信機とドライブレコーダーを連動させた業務用デジタル無線機を搭載し、通常の音声通話のほか、車両位置、車両ナンバー、空車積車の別を自動送信して基地局パソコン地図上に表示したり、一定時間以上の無操作状態（運転手の失神や不在）のほか、異常な運転操作や交通事故の衝動を感知して基地局へ非常通報する機能を有した無線システムを導入する事業者が増えている。

## 製造業者
ミキサ車は自動車メーカーが製造したシャーシに架装業者がミキサの装置部分を装備（架装）することで製作される。シャーシ製造業者は主に自動車として機能するために必要な部分（走る・曲がる・停まるに加え、灯火類など）を製造し、架装業者はミキサの部分（ドラム・ホッパー・シュートなど）を製造する。
以下に、日本において高いシェアを持つ架装業者を挙げる。
- カヤバ - カヤバロケット
- 極東開発工業 - 2006年9月に自社生産から撤退し、カヤバのOEM販売に切替えた
- 新明和工業 - ミックスエース